# Агнивцев, Николай Яковлевич
Никола́й Я́ковлевич Агни́вцев (8 (20) апреля 1888 года, Москва — 29 октября 1932, там же) — русский поэт и драматург Серебряного века. Также известен как автор книг для детей.

## Биография
Родом из дворян. Родился в Москве 8 (20) апреля 1888 года. В связи с частыми переездами отца — юриста, окончившего в 1886 году Московский университет, — учился в гимназиях в Умани, Владивостоке, Москве. Окончив гимназию в Благовещенске, в 1906 году поступил на историко-филологический факультет Санкт-Петербургского университета, который не окончил.
Печатался в «Петербургской газете», «Биржевых ведомостях», «Голосе земли», журнале «Пятак», «Солнце России», «Сатириконе» и «Новом Сатириконе», «Столице и усадьбе». Выступал в театрах-кабаре и литературно-артистическом ресторане «Вена».
В 1917 году вместе с режиссёром К. А. Марджановым и актёром Ф. Н. Курихиным создал в Петрограде театр-кабаре «Би-ба-бо».
В декабре 1918 года с группой артистов «Би-ба-бо» приехал в Киев, где труппа давала представления. Репертуар оказался неудачным. После отъезда Агнивцева в Новороссийск театр-кабаре возглавил К. А. Марджанов и театр-кабаре получил новое название — «Кривой Джимми».
Осенью 1919 года открыл в Новороссийске театр-кабаре «Норд-Ост». Стены полуподвала, где разместился театр, расписал художник Н. А. Кайсаров-Воронков.
В 1920 году уехал в Тифлис. Здесь сотрудничал с театром-кабаре «Кривой Джимми», часть труппы которого приехала в Грузию.
Находился в эмиграции в 1921—1923 годах.
В 1922 году создал в Берлине театр-кабаре «Ванька-Встанька», оформление которого выполнил русский эмигрант художник Андрей Андреев.
По возвращении в Советскую Россию сотрудничал в сатирических журналах, писал куплеты для эстрады и цирка, писал детские книжки. Стихотворения, включённые в книги «Как примус захотел Фордом сделаться» (1925) и «Твои машинные друзья» (1926), носят познавательный характер. Тему интернационализма, дружбы людей разных национальностей, борьбы беднейших слоёв буржуазного общества за свободу и человеческое достоинство раскрывает поэма «Рикша из Шанхая» (1927).
13 февраля 1923 года открыл в Москве литературно-художественное кабаре «Ванька-Встанька», где был художественным руководителем.
Николай Агнивцев умер в больнице от туберкулёза горла 29 октября 1932 года в возрасте 44 лет. Похоронен на Новодевичьем кладбище.

## Литературная деятельность
Дебютировал в печати стихотворением «Родной край» в 1908 году («Весна», № 9).
В литературной деятельности можно выделить три периода: дореволюционный, эмигрантский и период после возвращения в СССР (1923).
В первый период основные мотивы поэзии — экзотика, эротика и описание несколько идеализированного аристократического мира.
В эмиграции с грустью воспевал дореволюционный мир, выпустил сборники: «Санкт-Петербург» (Тифлис, 1921 год), «Блистательный Санкт-Петербург» (Берлин, 1923 год) — свои лучшие книги элегических стихов о дореволюционном аристократическом и артистическом городе, столице Империи. Эти книги он посвятил актрисе Александре Фёдоровне Перегонец, игравшей в театре «Кривой Джимми».
Последний период пронизан бытовыми мотивами. По возвращении в Советскую Россию сотрудничал в сатирических журналах, писал куплеты для эстрады и цирка, издал более двадцати книг для детей, выпустил книгу стихов 1916—1926 годов «От пудры до грузовика» (1926).

### Экранизации
- Мультфильм «Винтик-шпинтик». 1927 год.
- Мультфильм «Обиженные буквы». 1928 год. Не сохранился.

### Современные издания и ссылки
- Агнивцев Н. В галантном стиле о любви и жизни (сборник). — М.: «Захаров», 2007. — 256 с. — ISBN 978-5-8159-0659-4.
- Стихи Николая Агнивцева в Интернете
- Собрание стихов на строки.нет
- Стихи Николая Агнивцева на сайте иронической поэзии Весна. Журнал воспитанников Московского коммерческого училища
- Николай Агнивцев. Стихи. Биография. Фотогалерея.
- Агнивцев Николай Яковлевич — Стихи

## Адреса в Санкт-Петербурге —Петрограде — Ленинграде
- 1913—1915 — Грибоедова к. наб., 59;
- 1915—1917 — Большой пр. ПС, 61 — Бармалеева ул., 3;
- 1922—1926 — Рубинштейна ул., 4.